# كينغزبري
كينغزبري (بالإنجليزية: Kingsbury)‏ هي منطقة في حي برينت في لندن. واسم كينغزبري يعني «عزبة الملك».

## التاريخ
ألف
تاريخيا كانت كينجسبري رعية صغيرة في غور هاندرد ومقاطعة ميدلسكس. حتى القرن التاسع عشر كانت تتألف إلى حد كبير من المستوطنات الريفية المتناثرة فقط. عاش أوليفر غولدسميث في مزرعة في هايد كينجسبري من عام 1771 حتي 1774. دفن ديفيد وليام موراي، الإيرل الثالث مانسفيلد في كنيسة سانت أندرو في عام 1840.
رغم قربها من لندن، فقد بدأ نموها ببطء، ولم يبدأ العمران بها إلا بعد الحرب العالمية الأولى. أنشئ مصنع للطائرات في جزء من كينجسبري المجاورة لهندن أيردوم أثناء الحرب، في حين تم تحسين شبكة الطرق لتلبية معرض الإمبراطورية البريطانية في ويمبلي عام 1924. زاد عدد المنازل المأهولة في الرعية المدنية من 140 فقط من 1901 إلى 3,937 في عام 1931. بحلول عام 1951 كان قد ارتفع العدد إلى 11,776. وبين عامي 1921 و 1931 زاد عدد السكان بها بنسبة 796٪.

## أعلام
- آرثر تيد باول
- جورج برايتون
- هنري كاري